# چن جی یانبین
چن جی یانبین (انگلیسی: Chen Jianbin؛ زادهٔ ۲۷ ژوئن ۱۹۷۰) بازیگر، کارگردان و آموزشگر اهل چین است.
از فیلم‌ها یا برنامه‌های تلویزیونی که وی در آن نقش داشته است می‌توان به سه پادشاهی و ۲۴ شهر اشاره کرد.